# Ludwigia tepicana
Ludwigia tepicana là một loài thực vật có hoa trong họ Anh thảo chiều. Loài này được M.E. Jones mô tả khoa học đầu tiên năm 1929.